# 혼조정 (오카야마현)
혼조정(本荘町)은 오카야마현 와케군에 있던 정이다. 현재의 와케정 남부에 해당한다.

## 역사
- 1889년 6월 1일 - 정촌제 시행에 의해 와케군 혼조촌이 발족하였다.
- 1950년 4월 6일 - 정으로 승격해 혼조정이 되었다.
- 1953년 4월 1일 - 와케정, 후지노촌, 히카사촌, 아카외와군 이와부촌과 합병해 새롭게 와케정이 발족해 소멸하였다.

## 교통

### 도로
- 국도 제374호선